# Рогово (Архангельская область)
Рогово — деревня в Вельском районе Архангельской области России. Входит в состав Пуйского сельского поселения.

## География
Деревня находится в южной части Архангельской области, в таёжной зоне, в пределах северной части Русской равнины, на левом берегу реки Пуи, на расстоянии примерно 46 километров (по прямой) к северо-северо-востоку (NNE) от города Вельска, административного центра района.
Климат
Климат характеризуется как умеренно континентальный, с прохладным и дождливым летом. Средняя температура воздуха самого холодного месяца (января) составляет −12,7 °C; самого тёплого месяца (июля) — 18 °C. Среднегодовое количество атмосферных осадков составляет 763,7 мм.
Часовой пояс
Рогово, как и вся Архангельская область, находится в часовой зоне МСК (московское время). Смещение применяемого времени относительно UTC составляет +3:00.

## Население
| 2002 | 2010 | 2012 | 2014 |
| ---- | ---- | ---- | ---- |
| 8    | →8   | ↘7   | ↗8   |

Национальный состав
Согласно результатам переписи 2002 года, в национальной структуре населения русские составляли 100 %.

## История
Указана в «Списке населённых мест по сведениям 1859 года» в составе Шенкурского уезда Архангельской губернии под номером «2101» как «Тимоневская». Насчитывала 5 дворов, 17 жителей мужского пола и 16 женского.
В «Списке населенных мест Архангельской губернии на 1 мая 1922 года» в деревне уже 44 двора, 133 мужчины и 138 женщин. В административном отношении деревня входила в состав Пуйского сельского общества Пуйской волости Шенкурского уезда.
В деревне находилась ныне разрушенная Церковь Иконы Божией Матери Всех Скорбящих — деревянная церковь, построенная в 1915 году, как тёплый зимний храм Тимоневского прихода. Церковь представляла собой двусветный одноглавый четверик с пятигранным алтарем и притвором. В советское время была закрыта и использовалась в качестве общежития.

## Достопримечательности
Церковь Николая Чудотворца Объект культурного наследия № 2900630000  — деревянная, обшитая тёсом церковь 1877 года постройки. Представляет собой четверик, завершенный малым восьмериком с главкой, с пятигранным алтарем, трапезной и колокольней. В советские годы была закрыта и использовалась в качестве склада. В настоящее время пустует и разрушается.